# Бигрена акумулација код манастира Тумане
Споменик природе Бигрена акумулација код манастира Тумане се налази јужно од Голупца у источној Србији, код манастира Тумане.

## Одлике
Бигрена акумулација се налази у долини потока Каменица, која је уска и дубока, а посто је окренута према северу и под шумом јако је стеновита. У средњем делу ове долине, на 250 мнв и на 1,1 км од ушћа Каменице у Туманску реку, у подножју десне долинске стране сталожена је омања акумулација бигра. Она има изглед терасе лепезастог облика, висине око 14 м, која покрива површину од 8.550 квадратних метара. Образована је на месту истицања крашког извора мале издашности, на контакту кречњака и шкриљаца.
На мањој површини, у дужини од око 200 m јавља се већи број морфолошких објеката где спадају слап висине 14 m, више мањих слапова, прелива и бигрених када. Посебност овог споменика природе чине испосница Зосима Синајита у самом бигру, чесма где се по предању приносе дарови умрлим душама, као и стара буково - храстова шума.
Бигрена акумулација је сврстана у III категорију заштите као споменик природе а околина манастира Тумане је класификована као предео изузетне природне лепоте.